# Depresja Paszczaka

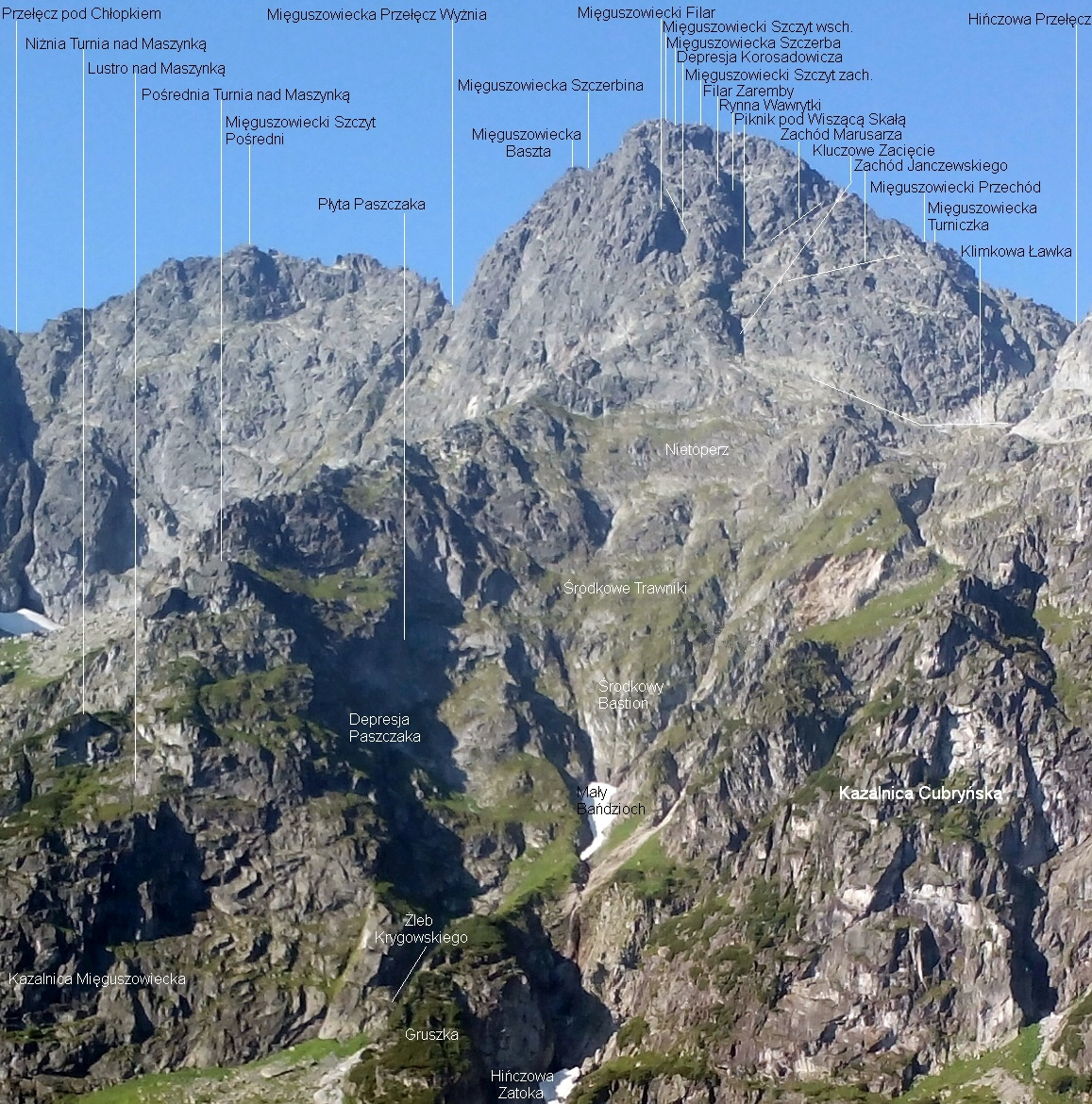
Formacje skalne na północnej ścianie Mięguszowieckiego Szczytu

Depresja Paszczaka – duża depresja na północnej ścianie Mięguszowieckiego Szczytu w polskich Tatrach Wysokich. Jej dolnym przedłużeniem jest Żleb Krygowskiego. Lewe (patrząc od dołu) ograniczenie depresji tworzy północno-zachodni filar Pośredniej Turni nad Maszynką i zachodnia ściana Czołówki MSW. Ograniczenie prawe tworzy Gruszka, wznosząca się nad nią grzęda zwana Szypułką i jej górne przedłużenie – grzęda wrastająca od zachodu w Bańdziochową Strażnicę. Grzęda ta oddziela hydrologicznie Depresję Paszczaka od Małego Bańdziocha; wody z niego i kamienne lawiny spływają po prawej stronie Gruszki do Hińczowej Zatoki na Zielony Piarg, z Depresji Paszczaka natomiast Żlebem Krygowskiego po lewej stronie Gruszki na Skalnisty Piarg. Do Depresji Paszczaka opadają wielka Płyta Paszczaka i Zachód Wallischa.
Autorem nazwy depresji jest Władysław Cywiński. Nazwą tą upamiętnił taternika Artura Paszczaka, autora niektórych pierwszych przejść w tym rejonie. Depresją Paszczaka prowadzi kilka dróg wspinaczkowych.